# Concatedral de San Nicolás de Bari
La concatedral de San Nicolás de Bari (en valenciano: cocatedral de Sant Nicolau de Bari) es una iglesia de la ciudad española de Alicante. El primitivo edificio dedicado a san Nicolás fue mandado construir en el siglo XIII por
Alfonso, Infante de Castilla, futuro Alfonso X el Sabio. Es una de las dos sedes catedralicias de la diócesis de Orihuela-Alicante, junto con la catedral del Salvador de Orihuela. Se encuentra situada en la plaza Abad Penalva.
En 1974 fue declarada monumento histórico-artístico,
por lo que es  Bien de Interés Cultural con categoría de  Monumento.

## Historia
El 6 de diciembre de 1244, festividad de san Nicolás de Bari, Alicante fue entregada por los musulmanes al infante Alfonso, quien mandó que se construyera una iglesia en honor del santo y puso a partir de entonces la ciudad bajo su protección. La primitiva iglesia fue levantada en el mismo solar que ocupa la actual, entonces extramuros de la ciudad. Varios historiadores, siguiendo lo transmitido por el deán Vicente Bendicho en 1640, opinan que se construyó sobre una mezquita, luego purificada y consagrada, como fue la actual basílica de Santa María. En cambio, autores modernos como Figeras Pacheco y Camilo Jover, sostienen que fue de nueva edificación. Otros hablan de una antigua catedral visigótica, que, renovada sería la de San Nicolás. Cuando en Alicante surgió esta nueva parroquia en el rabal cristiano será calificada como iglesia Novella de Fora (Nueva de Fuera) en contraposición a la de Santa María.
El 21 de noviembre de 1265 se celebró en esta iglesia, cuando Alicante formaba parte de Castilla y siendo ya rey Alfonso X El Sabio, la reunión de Jaime I de Aragón, de camino hacia Murcia tras someter Villena, Sax, Petrel y Nompot, con el obispo de Barcelona, Arnau de Gurb, y los ricos-hombres y caballeros alicantinos para reprimir la insurrección musulmana en el Reino de Murcia, asamblea en la que se ganó a la población de Alicante para la causa de Castilla.
La primitiva iglesia fue ampliada en sucesivas etapas. El templo original solo comprendía el espacio actual entre el altar mayor hasta el coro, y disponía de arcos apuntados y un escudo de la Corona de Castilla que fue picado al pasar la ciudad de Alicante a soberanía aragonesa. Luego, hacia 1310, fue construido un campanario y se amplió la superficie del edificio, en el que se ubicó el coro y el trascoro, donde estaba esculpido el escudo de Aragón. A principios del siglo XVI volvió a ser ampliado, añadiéndose dos naves a la que ya existía, a imitación de la Seo de Valencia. Ya en el siglo XVII, una vez elevada a colegiata, fue totalmente demolida y en su solar fue levantada la actual iglesia.
Construida en estilo renacentista herreriano, sobria en su aspecto exterior, su construcción actual se realizó entre 1616 y 1662. La hasta entonces colegiata, fue elevada al rango de concatedral en 1959, compartiendo desde entonces la sede catedralicia con la Santa Iglesia Catedral del Salvador de Orihuela.

## Arquitectura y arte
La iglesia posee un aspecto exterior de una gran sobriedad, que estilísticamente se enmarca entre un Renacimiento tardío y el primigenio Barroco desornamentado. Construida según planos de Agustín Bernardino, discípulo de Juan de Herrera, conserva sin embargo trazas del claustro pertenecientes al siglo XV, testimonio de un templo anterior más pequeño que se alzó sobre una antigua mezquita.

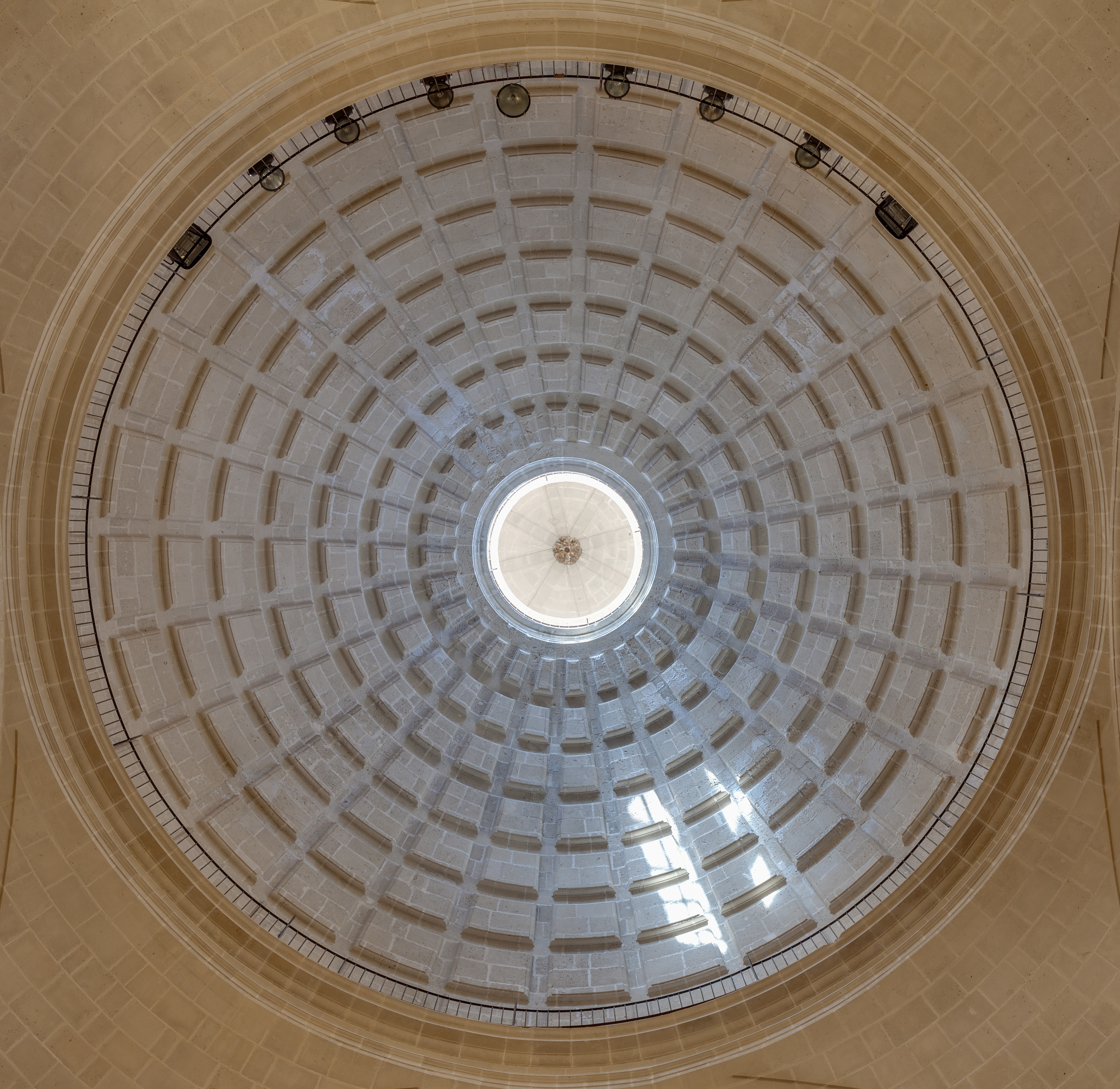
Cúpula

Su interior es de grandes proporciones, con una esbelta cúpula realizada por el arquitecto alicantino Miguel del Real, con casetones romanos que revisten el interior y cuyo óculo, con el remate de la linterna, alcanza los 44,79 metros de altura.
Siguiendo los esquemas de las nuevas tipologías tras el Concilio de Trento, presenta una planta de cruz latina con los brazos del crucero muy poco desarrollados, capillas entre contrafuertes, y una gran cabecera con girola. Cabe destacar que la planta se duplica en el nivel superior, solución que fue tomada en otras iglesias de la provincia (Elche), por lo que alcanza una gran altura.
Además de la iglesia, el conjunto consta de una antesacristía, sacristía, sala capitular, y un claustro cuadrangular de una sola altura. Ya en el siglo XVIII se levantó la capilla de la Comunión, de planta de cruz griega, muy decorada, contrastando con el resto del conjunto; es considerada una de las más bellas muestras del alto Barroco español. Dentro del mismo estilo barroco se encuentran también las portadas del claustro.

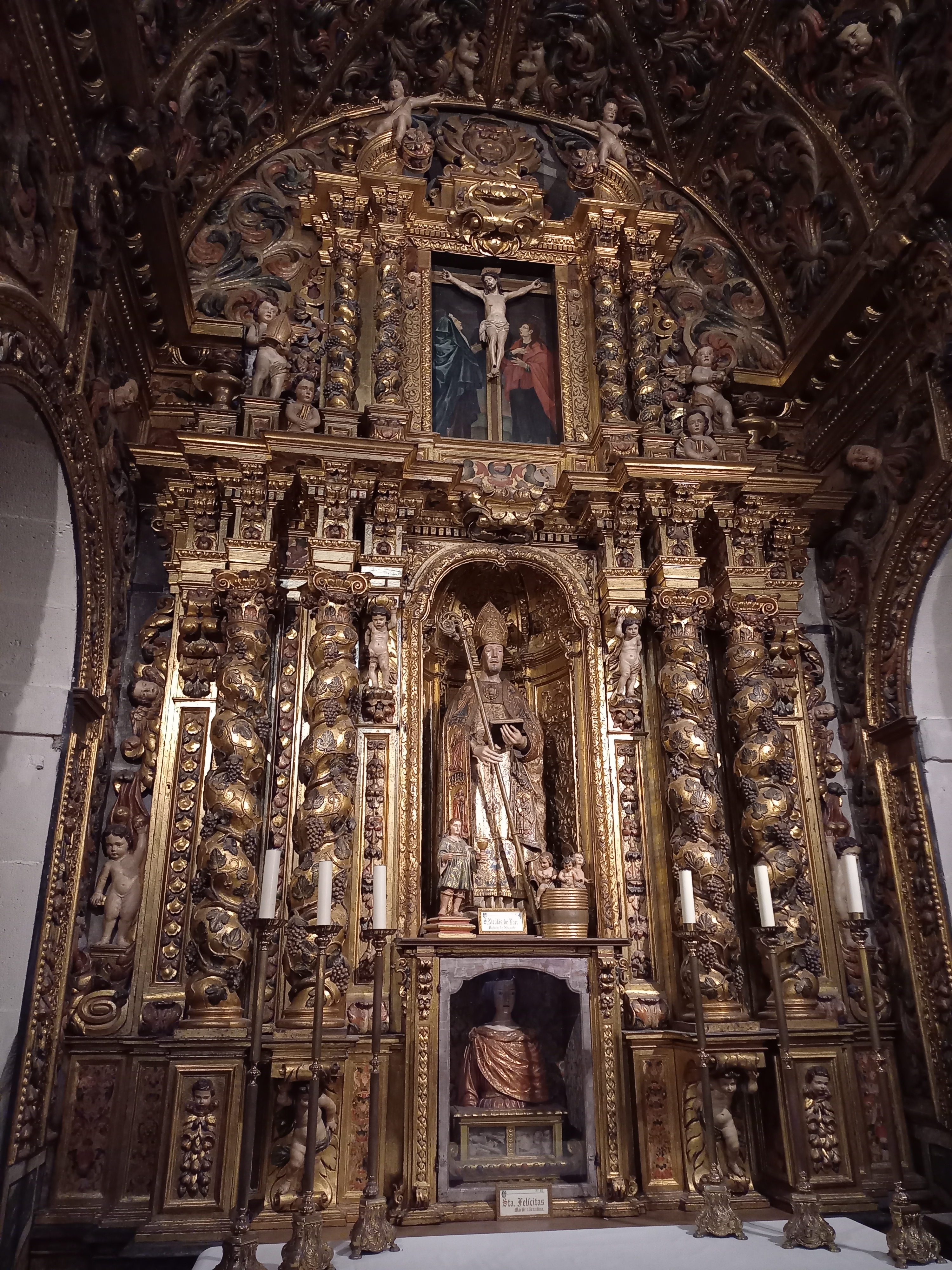
Retablo de la capilla de San Nicolás, en el ábside del templo

También es barroca la capilla de San Nicolás (1676), patrono de la ciudad, ubicada en el centro del ábside, y realizada por Juan de Villanueva. En el piso superior está representado un calvario pintado, pero cuyo crucificado está tallado. En el piso central se encuentra una imagen del santo, de pie, con sus atributos de obispo; lleva a sus pies una tina con tres niños, conforme a la morbosa leyenda que afirma que el santo los resucitó cuando el carnicero que los asesinó se disponía a venderlos como carne; también hay un muchacho portando un cáliz. Justo bajo San Nicolás, se sitúa el busto-relicario (siglo XV) de la mártir alicantina Santa Felícitas; y por debajo del relicario, los huesos de la santa, visibles dentro en una urna de vidrio.
En el mismo ábside, en un altar lateral del lado del Evangelio, encontramos imágenes de los copatronos: San Roque y San Francisco Javier.
De su patrimonio artístico destacan también, entre otros, el retablo de las Ánimas (Nicolás Borrás, 1574), el Cristo de la Buena Muerte (Nicolás de Bussi, siglo XVII), y un baldaquino italiano de mármol y jaspe, de 1688. El órgano, del siglo XVI, se encuentra desde 2006 en restauración, pero esta se ve retrasada año tras año sin fecha de finalización; es el órgano más antiguo de la Comunidad Valenciana, y uno de los más antiguos de España.
En la fachada exterior se encuentra un reloj solar, así como diversas inscripciones en almagre, recientemente restauradas.

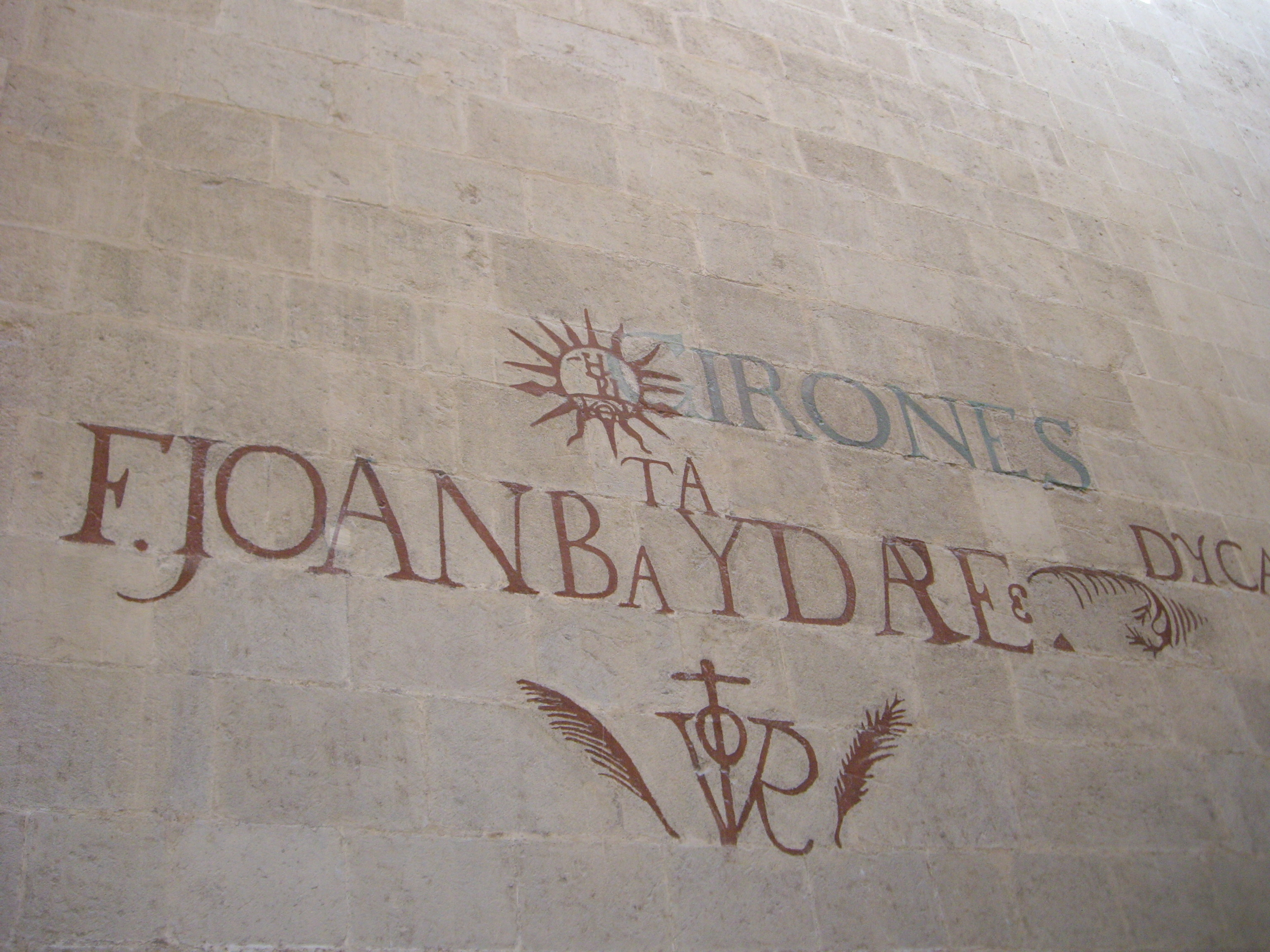
Inscripción en almagre en la fachada del templo

## Procesión
San Nicolás es el patrón de la ciudad de Alicante, por lo que el día 6 de diciembre se celebra una misa solemne en su honor en la concatedral (suele ser a las 11 de la mañana) y posteriormente una procesión por las calles de la ciudad, con un San Nicolás viviente montando a su caballo, que pasa junto al tradicional mercadillo navideño.

## Órgano
El órgano tubular de la concatedral data de 1591 el cual ha sufrido varias intervenciones en el transcurso del tiempo y en la segunda República, durante un asalto al templo, el instrumento sufre un saqueo en la que pierde casi todos sus tubos. Luego fue reconstruido con materiales de muy mala cálida que con el paso del tiempo sufrieron de gran deterioro.Por lo cual, se decidió reconstruir el órgano conservando su antigua caja exterior. El actual órgano fue construido por el «Taller de Organería de Frédéric Desmottes» en su sede en Landete (Cuenca). Finalmente, la inauguración del órgano se efectuó el 18 de marzo de 2021, con la bendición del instrumento a cargo del obispo Jesús Murgui y un concierto inaugural presidido por el maestro Juan de la Rubia, organista titular de la Basílica de la Sagrada Familia de Barcelona.
A continuación se enlista la disposición de registros del órgano.
| I Cadereta (51 notas) |           |        |
| 01.                   | Gedackt   | 8’     |
| 02.                   | Principal | 4’     |
| 03.                   | Rohrflöte | 4’     |
| 04.                   | Octave    | 2’     |
| 05.                   | Quinflöte | 1’ 1⁄3 |
| 06.                   | Sifflöte  | 1’     |
| 07.                   | Scharf    | III    |
| 08.                   | Dulcian   | 8’     |

| II Órgano Mayor (51 notas) |                |        |
| 09.                        | Praestant      | 16’    |
| 10.                        | Praestant      | 8’     |
| 11.                        | Rohrflöte      | 8’     |
| 12.                        | Octave         | 4’     |
| 13.                        | Spizflöte      | 4’     |
| 14.                        | Quint          | 2’ 2⁄3 |
| 15.                        | Octave         | 2’     |
| 16.                        | Mixtur V-VI    | 1’ 1⁄3 |
| 17.                        | Cimbel         | III    |
| 18.                        | Trompete       | 16’    |
| 19.                        | Trompete       | 8’     |
| 20.                        | Bajoncillo (B) | 4’     |
| 21.                        | Clarín (T)     | 8’     |
| 22.                        | Batalla        | 8’     |

| III Recitativo (51 notas) |                |        |
| 23.                       | Principal      | 8’     |
| 24.                       | Gedackt        | 8’     |
| 25.                       | Quintadena     | 8’     |
| 26.                       | Octave         | 4’     |
| 27.                       | Rohrflöte      | 4’     |
| 28.                       | Nasat          | 2’ 2⁄3 |
| 29.                       | Waldflöte      | 2’     |
| 30.                       | Sesquialtera   | II     |
| 31.                       | Mixtur IV      | 1’ 1⁄3 |
| 32.                       | Dulcian        | 16’    |
| 33.                       | Trichter Regal | 8’     |

| Pedal (30 notas) |           |     |
| 34.              | Principal | 16’ |
| 35.              | Principal | 8’  |
| 36.              | Octave    | 4’  |
| 37.              | Narthorn  | 2’  |
| 38.              | Flöte     | 1’  |
| 39.              | Pousane   | 16’ |
| 40.              | Trompete  | 8’  |
| 41.              | Kornet    | 2’  |

Tono del órgano: A3 = 440 Hz. a 21º. Presión del aire: 75 mm. Sistema de afinación: Barnes-Bach. Total de tubos del órgano: 2382